# Criollos Caguas Huracán Fútbol Club
Maillots
Le Criollos de Caguas Huracán Fútbol Club, plus couramment abrégé en Huracán FC de Caguas ou encore en Caguas Huracán, est un club portoricain de football fondé en 1991 et basé dans la ville de Caguas sur l'île de Porto Rico.

## Histoire
Le club, créé en 1991, fait ses débuts en Puerto Rico Soccer League (PRSL) en 2008, et dispute sa première rencontre le 3 juillet 2008 contre le Sevilla FC (défaite 1-0). Le club termine cette saison à la 7e place avec 8 points au total.
Lors de la saison suivante, le club perd son premier match 5-1 contre le Club Atlético River Plate Porto Rico, et termine la saison à la 8e place avec 7 points au total.

## Palmarès
| Compétitions nationales                                       |
| ------------------------------------------------------------- |
| - Championnat de Porto Rico : - Vice-champion : 2004 et 2005. |

## Personnalités du club

### Présidents du club
- José E. Berrios

### Entraîneurs du club
- Daniel Ramos[1]
- Pedro Armstrong